# Howard E. Smith
Howard E. Smith (* 5. Dezember 1945 in Clearfield, Utah) ist ein US-amerikanischer Filmeditor.
Sein Debüt als Editor gab Howard E. Smith 1981 mit dem Filmdrama Die Erwählten, der von Jeremy Kagan inszeniert wurde. Sein nächster Film Tex wurde 1982 produziert; dies war die erste Zusammenarbeit mit dem Regisseur Tim Hunter. Ein Jahr später war er an Unheimliche Schattenlichter beteiligt, der Kinofortsetzung der Fernsehserie Twilight Zone. 1987 drehte Smith mit Near Dark – Die Nacht hat ihren Preis seinen ersten Film mit der Regisseurin Kathryn Bigelow. Vier Jahre später arbeiteten sie erneut bei Gefährliche Brandung zusammen, 1995 folgte Strange Days, im Jahr 2000 entstand mit Das Gewicht des Wassers ihre bisher letzte Zusammenarbeit. Ein anderer Regisseur, mit dem Smith regelmäßig zusammenarbeitete, war James Foley. Ein Beispiel hierfür ist der Film The Corruptor aus dem Jahre 1999.

## Filmografie (Auswahl)
- 1981: Die Erwählten (The Chosen)
- 1982: Tex
- 1983: Unheimliche Schattenlichter (Twilight Zone: The Movie)
- 1985: Sylvester
- 1985: Baby – Das Geheimnis einer verlorenen Legende (Baby: Secret of the Lost Legend)
- 1986: Auf kurze Distanz (At Close Range)
- 1986: Das Messer am Ufer (River’s Edge)
- 1987: Near Dark – Die Nacht hat ihren Preis (Near Dark)
- 1989: Das bucklige Schlitzohr (Big Man on Campus)
- 1989: Abyss (The Abyss)
- 1990: After Dark, My Sweet
- 1991: Man liebt nur zweimal (Lies of the Twins, Fernsehfilm)
- 1991: Gefährliche Brandung (Point Break)
- 1992: Glengarry Glen Ross
- 1993: Streets of New York (The Saint of Fort Washington)
- 1995: Strange Days
- 1995: 25 Cents (Two Bits)
- 1996: Kindesraub – Die Entführer wohnen nebenan (The People Next Door, Fernsehfilm)
- 1997: Dante’s Peak
- 1998: Judas Kiss
- 1999: Corruptor – Im Zeichen der Korruption (The Corruptor)
- 2000: The Crow III – Tödliche Erlösung (The Crow: Salvation)
- 2000: Das Gewicht des Wassers (The Weight of Water)
- 2001: The Glass House
- 2002: Sonny
- 2002: City of Ghosts
- 2004: Hart am Limit (Torque)
- 2004: Zwischenfall am Loch Ness (Incident at Loch Ness)
- 2004: Blade: Trinity
- 2006: Snakes on a Plane
- 2008: The Merry Gentleman
- 2008: Asylum
- 2009: Formosa Betrayed
- 2009: The Collector – He Always Takes One (The Collector)
- 2010: Chain Letter – The Art of Killing (Chain Letter)
- 2010: The Candidate (Kurzfilm)
- 2012: Slumber Party Slaughter
- 2013: Knights of Badassdom
- 2013: Nothing Left to Fear
- 2014: Bad Country
- 2014: Poker Night
- 2017: Vengeance – Pfad der Vergeltung (Vengeance: A Love Story)
- 2017: The Tank